# 183 Club
I 183 Club sono stati una boy band Taiwanese di musica pop, prodotta da Jungiery.
Originariamente il nome del gruppo era 183 Yu Le Bu, che vuol dire "183 Gruppo di intrattenimento", ma fu deciso che il nome doveva essere più breve e quindi si optò per 183 Club. Il numero "183" è stato scelto perché l'altezza media dei membri del gruppo è circa 183 cm.
Oltre a lavorare nell'industria discografica, i 183 Club hanno lavorato anche come attori in alcune serie televisive di Taiwan.

## Formazione

### Formazione attuale
- Ming Dao (vero nome: Lin Chao Zhang, 林朝章, nato il 26 febbraio 1980 a Taiwan)
- Sam Wang (vero nome: Wang Shao Wei, 王紹偉, nato il 18 dicembre 1976 a Taiwan)
- Ehlo Huang (vero nome: Huan Yu Rong, 黃玉榮, nato il 1º aprile 1977 a Taiwan)

### Ex componenti
- Jacky Zhu (vero nome: Zhu Fan Gang, 祝釩剛, nato il 22 agosto 1979 in Canada). Fu allontanato dal gruppo per uso di sostanze stupefacenti.
- Johnny Yan (vero nome: Yan Xing Shu, 顏行書, nato l'8 settembre 1976 a Taiwan). Lascia il gruppo per intraprendere la carriera di giocatore di basket professionista.

## Filmografia
- 2002 - My MVP Valentine
- 2003 - Westside Story
- 2004 - Top on Forbidden City
- 2004 - In Love With A Rich Girl
- 2004 - Le Robe De Mariage Des Cieux
- 2005 - The Prince Who Turns Into A Frog
- 2006 - The Magicians of Love
- 2006 - Legend of Star Apple
- 2006 - Angel Lover
- 2006 - Rocks Paper Scissors
- 2007 - Ying Ye 3 Jia 1
- 2007 - Mean Girl A Chu
- 2007 - Your Home is My Home

## Discografia
- 2004 - Le Robe De Mariage Des Cieux - OST
- 2005 - The Prince Who Turns Into A Frog - OST
- 2006 - The Magicians of Love - OST
- 2006 - FIRST ALBUM
- 2007 - Angel Lover - OST
- 2008 - Love Miracle 1
- 2008 - Love Miracle 2
- 2008 - Love Miracle 3